# Zen Gesner
Zen Gesner, född 23 juni 1970 i Van Nuys, Kalifornien, USA, är en amerikansk skådespelare som medverkat både i filmer och TV-serier.

## Filmografi, i urval
- 1996–1998 – The Adventures of Sinbad (TV-serie)
- 1996 – Kingpin
- 1997 – Dumb and Dumber
- 1998 – Den där Mary
- 1998–1999 – All My Children (TV-serie)
- 2000 – Mina jag & Irene
- 2001 – Min stora kärlek
- 2005 – The Ringer